# Cercle de Mohr

El Cercle de Mohr

La Circumferència de Mohr  (Incorrectament anomenada  Cercle de Mohr , ja que no es treballa amb una àrea sinó amb el perímetre) és una tècnica usada en enginyeria i geofísica per representar gràficament un tensor simètric (de 2x2 o de 3x3) i calcular amb ella moments d'inèrcia, deformacions i tensions, adaptant els mateixos a les característiques d'una circumferència (radi, centre, etc.). També és possible el càlcul de l'esforç tallant màxim absolut i la deformació màxima absoluta.
Aquest mètode va ser desenvolupat cap 1882 per l'enginyer civil alemany Christian Otto Mohr (1835-1918).

## Circumferència de Mohr per esforços

### Cas bidimensional

Circumferència de Mohr per esforços.

En dues dimensions, la Circumferència de Mohr permet determinar la tensió màxima i mínima, a partir de dues mesures de la tensió normal i tangencial sobre dos angles que formen 90 º:

{\displaystyle {\begin{cases}{\mbox{mesura 1}}&(\sigma _{x},\tau )\\{\mbox{mesura 2}}&(\sigma _{y},-\tau )\end{cases}}}

 NOTA: L'eix vertical es troba invertit, per la qual cosa esforços positius van cap avall i esforços negatius se situen en la part superior .
Usant eixos rectangulars, on l'eix horitzontal representa la tensió normal {\displaystyle \left(\sigma \right)} i l'eix vertical representa la tensió tallant o tangencial {\displaystyle \left(\tau \right)} per a cada un dels plans anteriors. Els valors de la circumferència queden representats de la següent manera:
- Centre del cercle de Mohr:

{\displaystyle C:=(\sigma \_{\mbox{med}},0)=\left({\frac {\sigma \ _{x}+\sigma \_y}{2}},0\right)}

- Radi de la circumferència de Mohr:

{\displaystyle r:={\sqrt {\left({\frac {\sigma \ _{x}-\sigma \ _{y}}{2}}\right)^{2}+\tau \ _{xy}^{2}}}}

Les tensions màxima i mínima venen donats en termes d'aquestes magnituds simplement per:

{\displaystyle \sigma _{\mbox{max}}=\sigma _{\mbox{med}}+r\qquad \Sigma _{\mbox{min}}=\sigma _{\mbox{med}}-r}

Aquests valors es poden obtenir també calculant els valors propis del tensor tensió que en aquest cas ve donat per:

{\displaystyle \mathbf {T} \vert _{x,y}={\begin{bmatrix}\sigma _{x}&\tau \\\mathrm {T} &\sigma _{y}\end{bmatrix}}}

### Cas tridimensional
El cas de l'estat tensional d'un punt P d'un sòlid tridimensional és més complicat, ja que matemàticament es representa per una matriu de 3x3 per a la qual hi ha 3 valors propis, no necessàriament diferents.

{\displaystyle \mathbf {T} \vert _{x,y,z}={\begin{bmatrix}\sigma _{x}&\tau _{xy}&\tau _{xz}\\\tau _{yx}&\sigma _{y}&\tau _{yz}\\\tau _{xz}&\tau _{yz}&\sigma _{z}\end{bmatrix}}}

En el cas general, les tensions normal (σ) i tangencial (τ), mesures sobre qualsevol pla que passi pel punt P, representades en el diagrama (σ, τ) cauen sempre dins d'una regió delimitada per 3 cercles. Això és més complex que el cas bidimensional, on l'estat tensional queia sempre sobre una única circumferència. Cada una de les 3 circumferències que delimiten la regió de possibles parells (σ, τ) es coneix amb el nom de circumferència de Mohr.
>

## Circumferència de Mohr per moments d'inèrcia
Per sòlids plans o quasi-plànols, es pot aplicar la mateixa tècnica de la circumferència de Mohr que es va usar per tensions en dues dimensions. En moltes ocasions és necessari calcular el moment d'inèrcia al voltant d'un eix que es troba inclinat, la circumferència de Mohr es pot utilitzar per obtenir aquest valor. També és possible obtenir els moments d'inèrcia principals. En aquest cas les fórmules de càlcul del moment d'inèrcia mitjà i el radi de la circumferència de Mohr per moments d'inèrcia són anàlogues a les del càlcul d'esforços:
- Centre de la circumferència:

{\displaystyle C:=(I_{med},0)=\left({\frac {I_{x}+I_{y}}{2}},0\right)}

- Radi de la circumferència:

{\displaystyle r:={\sqrt {\left({\frac {I_{x}-I_{y}}{2}}\right)^{2}+I_{xy}^{2}}}}